# Sinagoga Ljubljana
Sinagoga Ljubljana je judovska molilnica Združenja judovskih skupnosti Gradca in Ljubljane, ki ima svoje prostore v stanovanjski stavbi na Trubarjevi cesti 10 v središču Ljubljane. 

## Zgodovina
2. avgusta 2021 sta Judovska skupnost Gradec in Judovska skupnost Slovenije pod vodstvom Elieja Rosna (de), predsednika Judovske skupnosti Gradec, in Igorja Vojtica, podpredsednika Judovske skupnosti Slovenije, napovedali ustanovitev Združenja judovskih skupnosti Gradca in Ljubljane. Nadnacionalno združenje judovskih skupnosti je bilo ustanovljeno s ciljem krepitve in širitve življenja judovske skupnosti obeh entitet.
Sinagoga Ljubljana, ki sledi tradicionalni (ortodoksni) usmeritvi, je svoja vrata odprla na dan spomina na novembrske pogrome leta 1938, ko so na tako imenovano »kristalno noč« v noči z 9. na 10. november nacistične skupine napadle in razbile judovske sinagoge. Otvoritve 9. novembra 2021 so se med drugim udeležili predsednik Republike Slovenije Borut Pahor, ljubljanski nadškof Stanislav Zore, mufti Islamske skupnosti v Republiki Sloveniji Nevzet Porić in številni visoki predstavniki iz sveta politike, diplomacije ter širše družbe. Republiko Avstrijo je zastopala veleposlanica Avstrije v Sloveniji, Elisabeth Ellison-Kramer.
Pred samo otvoritvijo sinagoge je slovesnemu vnosu zvitka Tore v sinagogo 3. novembra 2021 prisostvovala delegacija Konference evropskih rabinov z rabini iz Nemčije, Velike Britanije, Francije, Avstrije, Španije, Švice, Švedske in Poljske. Slovesnost v Sinagogi Ljubljana je potekala v navzočnosti glavnega rabina Poljske, Michaela Josepha Schudricha (en), skupaj z glavnim rabinom za Slovenijo, Arielom Haddadom, rabinom za deželo Štajersko, Schlomom Hofmeistrom (en), ter predsednikom graške judovske skupnosti in Sinagoge Ljubljana, Eliejem Rosnom. Sinagoga Ljubljana je edina judovska ustanova judovske skupnosti na ozemlju Republike Slovenije, priznana s strani Konference evropskih rabinov.

## Arhitektura
Sinagoga Ljubljana sledi tradicionalnemu (ortodoksnemu) molitveni obredu: molitveni prostor je sestavljen iz prostora za moške s približno 45 sedeži in ženskega oddelka z zmogljivostjo okoli 25 mest. Poleg osrednjih prostorov sinagogo dopolnjuje več pripadajočih prostorov, med njimi skupni salon, soba kiddush, kjer se po molitvi ob skupnem obroku zbere skupnost, in upravni prostor. Lesene klopi v sinagogi je izdelal izraelski kibuc Lavi, sveta skrinja je delo avstrijsko-štajerskega podjetja Teammöbel iz Hartberga, ki je opremilo tudi sinagogo v Badnu pri Dunaju (de).